# Santa Rita 2da. Sección
Santa Rita 2da. Sección är en ort i Mexiko.   Den ligger i kommunen Jonuta och delstaten Tabasco, i den sydöstra delen av landet, 800 km öster om huvudstaden Mexico City. Santa Rita 2da. Sección ligger 4 meter över havet och antalet invånare är 256.
Terrängen runt Santa Rita 2da. Sección är mycket platt. Runt Santa Rita 2da. Sección är det glesbefolkat, med 20 invånare per kvadratkilometer. Närmaste större samhälle är Playa Larga, 18,7 km öster om Santa Rita 2da. Sección. Omgivningarna runt Santa Rita 2da. Sección är en mosaik av jordbruksmark och naturlig växtlighet.